# Міжнародний туризм (журнал)
«Міжнародний туризм»  — щодвомісячний україномовний журнал про мандрівки та відпочинок, перше туристичне видання України (з 1992 року). Має прогресивний дизайн і високоякісне поліграфічне виконання зі спецвидами друку. Розповідає про природні й рукотворні чудеса планети, шоу-зірок та їхні подорожі, мандрівників і митців, провідні торгові марки, автоподорожі, спорт, здоров’я, товари для відпочинку та комфорту, пропонує багато варіантів відпочинку, дає цінні поради щодо подорожей. Також видає спецвипуски про велнес, спа та здоров'я.

## Рубрики
- «Подорож на подію»
- «VIP-клуб»
- «Життя як свято»
- «Modus vivendi / Спосіб життя»
- «Вояж-колекція»
- «Міністерство закордонних сТрав»
- «Троянда вітрів»
- «Профі-тур»
- «Живий світ»
- «Україна чудес»
- «Мандруйте на здоров'я»
- «Мистецтво гостинності»
- «Фотофакт»...

## Склад редакції
- Головний редактор  — Олександр Горобець
- Заступник головного редактора  — Марися Горобець
- Відповідальний секретар  — Юлія Мала
- Комп'ютерна графіка та верстка  — Євгена Крутоверцева

## Нагороди
1998 року — журнал «Міжнародний Туризм» був визнаний найкращим туристичним виданням України.[джерело?]
У 2000 та у 2002 роках журнал підтвердив це звання, здобувши гран-прі Всеукраїнської професійної туристичної програми «Кришталевий лелека».
У лютому 2004 року та у березні 2006 року «Міжнародний туризм» отримав гран-прі престижного журналістського конкурсу «Золоте перо» як найкраще туристичне періодичне видання України.
Має професійні відзнаки від туристичних офісів різних держав.